# ルドルフ・イエーニッシュ

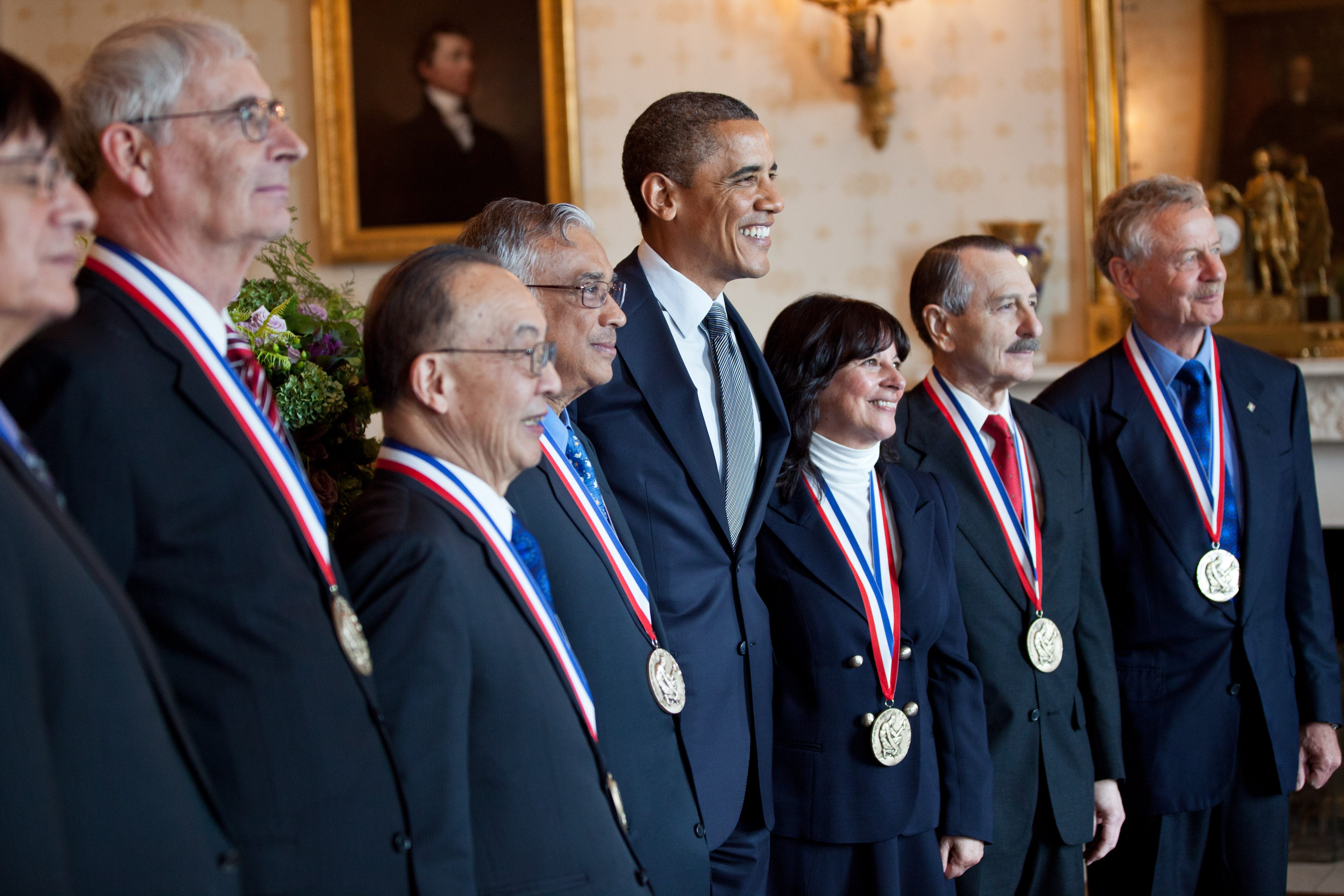
2010年国民科学勲章受勲（右端）

ルドルフ・イェーニッシュ（Rudolf Jaenisch　1942年4月22日 - ）はマサチューセッツ工科大学（MIT）の生物学者。ドイツ領シレジア Wölfelsgrund（現・ポーランド領 Międzygórze）生まれ。
遺伝子導入、遺伝形質転換の先駆者である。がんや神経疾患の治療のために遺伝子を組み換えたマウスの作製を研究してきた。

## 業績
1974年にベアトリス・ミンツとともに、マウスの初期胚に外部のDNAを組み込むことに成功。彼らはレトロウイルスのDNAをマウスの初期胚に注入し、白血病のDNA配列がマウス（およびその子孫）のゲノムに入り込んだことを示した。これらのマウスは史上初の遺伝子組み換え哺乳類となった。
イェーニッシュは、医療クローン技術（核移植）のリーダーである。ひとつの細胞から遺伝子情報をとりだし、DNAを除去した未受精卵に移植し、ペトリ皿に置くと、その（核移植された）卵は胚盤胞に成長し、そこから幹細胞を採取することができる。

## 考え方
マウスを用いた治療クローン研究のみをしているが、ES細胞の研究を進めるために、ヒトの細胞に同じ技術を使うことを主張している。しかし、イェーニッシュは、人間の生殖クローニング（核移植した卵を女性の子宮に入れ、胎児にすること）には反対している。

## 経歴
ミュンヘン大学で1967年医学の博士号を取得した。ハンブルク大学。ハインリッヒPette研究所で目の腫瘍ウイルス学の部長だった。2003年には全米科学アカデミーから表彰された。現在、ホワイトヘッド研究所のメンバーであり、マサチューセッツ工科大学（MIT）の生物学教授。
ヒトクローンに関する2005年の国連科学会議に参加し、遺伝学政策研究所の科学顧問を務めた。2011年、ウルフ賞を、山中伸弥と同時に受賞。理由：皮膚細胞からのiPS細胞の作出（山中）、iPS細胞が哺乳類における遺伝病の治療に利用できることの証明（イエーニッシュ）。
300以上の論文を共同執筆。多数の賞を受賞している。

## 受賞歴
- 2001年 - グルーバー賞遺伝学部門
- 2002年 - ロベルト・コッホ賞
- 2008年 - マスリー賞
- 2009年 - エルンスト・シエーリング賞
- 2011年 - ウルフ賞医学部門、アメリカ国家科学賞、ウォーレン賞
- 2013年 - ベンジャミン・フランクリン・メダル、パサノ賞
- 2014年 - オットー・ワールブルク・メダル
- 2015年 - 発生生物学マーチ・オブ・ダイムズ賞